# Вейсберг, Григорий Петрович
Григорий Петрович Вейсберг (1884 — 1 июня 1942) — советский педагог и психолог, являлся директором Крымского пединститута (1927—1930).
Совместно с А. Г. Габричевским, О. Ю. и В. Ф. Шмидтами, Н. Е. Успенским, Ю. В. Каннабихом и другими был инициатором создания в 1922 году Русского психоаналитического общества, которое просуществовало до 1930 года. Занимался переводом работ З. Фрейда на русский язык.

## Биография
Родился в 1884 году.
Высшее образование получил в Московском университете, окончив юридический факультет. Затем окончил институт по экспериментальной психологии и работал в учреждении для дефективных детей доктора В. П. Кащенко под руководством профессора Г. И. Россолимо. Затем работал в Киеве, где занимал должность заведующего культурно-просветительским отделом и издательством журнала «Жизнь».
В 1919 году вступил в ВКП(б) и с этого же состоял заведующим отделом дошкольного образования в городе Белгород. С апреля 1919 года — преподаватель социологии в Белгородском учительском институте (ныне Белгородский государственный национальный исследовательский университет). В 1920 году этот вуз был реорганизован в Белгородский институт народного образования, здесь Григорий Петрович также значился среди преподавателей. В марте-июле 1920 года он являлся одним из руководителей комитетов, осуществлявших власть в Белгороде.
В 1921—1924 годах являлся заместителем заведующего Главного управления социального воспитания и политехнического образования детей Наркомпроса РСФСР. С 1 сентября 1924 по 1 октября 1925 года работал в Новониколаевске: сначала заместителем заведующего Сибирского отдела народного образования, затем — в должности заведующего краевого управления социального воспитания и политехнического образования детей. В 1922—1925 годах — член Государственного ученого совета Наркомпроса РСФСР. Начиная со второй половины 1920-х годов Г. П. Вейсберг работал в Крымском государственном педагогическом институте им. М. В. Фрунзе, где читал курс лекций по истории России, социологии и педагогике. Руководил кабинетом ленинизма. С 1927 по 1930 год являлся директором Крымского педагогического института (ныне Таврический национальный университет имени В. И. Вернадского).
В Крыму участвовал в работе местного отделения Всесоюзной ассоциации работников науки и техники для содействия социалистическому строительству в СССР (ВАРНИТСО). Занимал должность заместителя председателя Крымского отделения ВАРНИТСО и являлся делегатом от Крыма на Первой Всесоюзной конференции ВАРНИТСО в Москве (23-26 апреля 1928 года). Также являлся заместителем председателя Общества по изучению Крыма, состоял членом Всекрымского бюро секции научных работников и других общественных организаций.
В 1930—1936 годах Г. П. Вейсберг являлся заместителем председателя Российской ассоциации научных институтов марксистской педагогики. С 1939 по 1941 год был ответственным редактором журнала «Советская педагогика».
Умер 1 июня 1942 года.
Его сын — Владимир Григорьевич Вейсберг стал художником и теоретиком искусства.